# Psalm 69: The Way to Succeed and the Way to Suck Eggs
Albums de Ministry
In Case You Didn't Feel Like Showing Up
(1990) Filth Pig
(1996)
Singles
1. Jesus Built My Hotrod
Sortie : 7 novembre 1991
2. N.W.O
Sortie : juillet 1992
3. Just One Fix
Sortie : 21 janvier 1993

Psalm 69: The Way to Succeed and the Way to Suck Eggs, appelé plus communément Psalm 69 est le cinquième album studio du groupe de metal industriel américain , Ministry. Il est sorti le 14 juillet 1992 sur le label Warner Bros / Sire Records et a été produit par Hypo Luxa (Al Jourgensen) et Hermes Pan (Paul Barker).

## Historique
Cet album fut enregistré sur une période de quinze mois entre début 1991 et mai 1992. Le travail commença dans les Chicago Trax Studios de Chicago et se termina aux Shade Tree Resort Studio de Lake Geneva dans le Wisconsin . L'enregistrement de cet album ne se passa pas sans problèmes, le groupe étant divisé en deux groupes avec d'un côté Al Jourgensen et Mike Scaccia et de l'autre Paul Barker et Bill Rieflin.
Ministry se vit allouer une enveloppe de 750 000 $ pour enregistrer son nouvel album, mais Al Jourgensen, sa femme d'alors, Patty et le guitariste Mike Scaccia dépensèrent la majorité de l'avance dans les drogues, s'injectant et sniffant pour plus de mille dollars par jour, ! Bien sur aucun titre n'était prêt, seul la musique de Jesus Built My Hotrod était composée mais le groupe n'avait pas les paroles. Alors que la première tournée Lollapalooza passait par Chicago, Al Jourgensen amena dans le studio, le chanteur du groupe Butthole Surfers, Gibby Haynes et ce-dernier écrivit et chanta les paroles du titre dans un état alcoolique très avancé, si bien qu'il fallut deux semaines à Jourgensen pour remettre en ordre le chant et terminer le titre. Le titre sortira en single le 7 novembre 1991, et se vendit très bien, 128 000 exemplaires vendus mi-juillet 1992, et atteignit la 19e place des Modern Rock Tracks du Billboard. Ce succès inattendu persuada Warner Bros a verser encore 750 000 $ pour finir l'album.
Le titre du disque apparaissant sur la pochette est ΚΕΦΑΛΗΞΘ (képhalé), un mot grec signifiant « tête » ou « chef » suivi du chiffre 69 en chiffres grecs. Ce titre n'a aucun rapport avec l'Ancien Testament, il est lié au chapitre 69 du livre d'Aleister Crowley, The Book of Lies.
Le titre du premier morceau, N.W.O., est une référence au New World Order ou « Nouvel ordre mondial » qui commençait à se dessiner à l'époque, on peut y entendre des samples de la voix de George Bush père. Ce titre fut nommé dans la catégorie de la meilleure performance metal pour la 35e cérémonie des Grammy Awards en 1993. Ce titre sera le deuxième single de l'album, il sortira en juillet 1992 et se classa à la 11e place dans les charts Modern Rock tracks du Billboard Magazine. Just One Fix sera le troisième single, il sortira le 21 janvier 1993 et son clip vidéo, réalisé par Peter Christopherson, comprend la participation de l'écrivain américain William S. Burroughs.
Cet album fut la meilleure vente de Ministry et obtint un disque de platine aux États-Unis où il se classa à la 27e place du Billboard 200. Il sera aussi certifié disque d'or en Australie et au Canada.

## Liste des titres
| No | Titre                      | Auteur                                                    | Durée |
| -- | -------------------------- | --------------------------------------------------------- | ----- |
| 1. | N.W.O. (en)                | Al Jourgensen, Paul Barker                                | 5:30  |
| 2. | Just One Fix (en)          | Jourgensen, Barker, Bill Rieflin, Michael Balch           | 5:10  |
| 3. | TV II                      | Jourgensen, Barker, Rieflin, Mike Scaccia, Chris Connelly | 3:04  |
| 4. | Hero                       | Jourgensen, Barker, Rieflin                               | 4:13  |
| 5. | Jesus Built My Hotrod (en) | Jourgensen, Barker, Rieflin, Balch, Gibby Haynes          | 4:50  |
| 6. | Scarecrow                  | Jourgensen, Barker, Rieflin, Balch, Scaccia               | 8:20  |
| 7. | Psalm 69                   | Jourgensen, Barker                                        | 5:30  |
| 8. | Corrosion                  | Jourgensen, Barker                                        | 4:56  |
| 9. | Grace                      | Jourgensen, Barker                                        | 3:05  |

## Musiciens
Ministry
- Al Jourgensen : chant, guitare, claviers.
- Paul Barker : basse, programmation.

Musiciens additionnels
- Bill Rieflin : batterie, percussions.
- Mike Scaccia : guitares.
- Michael Balch : claviers, programmation.
- Louis Svitek : guitare.
- Howie Beno : programmation

Invité spécial
- Gibby Haynes (Butthole Surfers) : chant sur Jesus Built My Hotrod.

## Charts et certifications

### Album
| Pays             | Durée du classement | Meilleur classement |
| ---------------- | ------------------- | ------------------- |
| Allemagne        | 10 semaines         | 69e                 |
| Canada           | 23 semaines         | 22e                 |
| États-Unis       | 36 semaines         | 27e                 |
| Nouvelle-Zélande | 9 semaines          | 24e                 |
| Royaume-Uni      | 5 semaines          | 33e                 |

| Pays       | Certification | Ventes      | Date             |
| ---------- | ------------- | ----------- | ---------------- |
| Australie  | Or            | 35 000 +    | 2006             |
| Canada     | Or            | 50 000 +    | 30 novembre 1992 |
| États-Unis | Platine       | 1 000 000 + | 7 décembre 1995  |

### Singles
| Single                | Chart             | Durée du classement | Position | Date           |
| --------------------- | ----------------- | ------------------- | -------- | -------------- |
| Jesus Built My Hotrod | Alternative Songs | 7 semaines          | 19e      | 4 janvier 1992 |
| NWO                   | Alternative Songs | 8 semaines          | 11e      | 29 août 1992   |
| NWO                   | UK Singles Chart  | 1 semaine           | 49e      | 8 août 1992    |